# Lijst van brutoformules C01
Dit lemma is een onderdeel van de lijst van brutoformules.

## 
Deze lijst omvat de brutoformules met één koolstofatoom.

## C1H0
| Brutoformule              | Naam     |
| ------------------------- | -------- |
| {\displaystyle {\ce {C}}} | Koolstof |

## C1H0Ag
| Brutoformule                   | Naam               |
| ------------------------------ | ------------------ |
| {\displaystyle {\ce {CAgN}}}   | Zilvercyanide      |
| {\displaystyle {\ce {CAgNO}}}  | Zilvercyanaat      |
| {\displaystyle {\ce {CAgNO}}}  | Zilverfulminaat    |
| {\displaystyle {\ce {CAg2O3}}} | Zilver(I)carbonaat |

## C1H0Al
| Brutoformule                         | Naam     |
| ------------------------------------ | -------- |
| {\displaystyle {\ce {CAl6Ca4O27Si}}} | Meioniet |

## C1H0B
| Brutoformule                | Naam        |
| --------------------------- | ----------- |
| {\displaystyle {\ce {CB4}}} | Boorcarbide |

## C1H0Ba
| Brutoformule                  | Naam            |
| ----------------------------- | --------------- |
| {\displaystyle {\ce {CBaO3}}} | Bariumcarbonaat |

## C1H0Be
| Brutoformule                  | Naam               |
| ----------------------------- | ------------------ |
| {\displaystyle {\ce {CBe2}}}  | Berylliumcarbide   |
| {\displaystyle {\ce {CBeO3}}} | Berylliumcarbonaat |

## C1H0Br
| Brutoformule                    | Naam                        |
| ------------------------------- | --------------------------- |
| {\displaystyle {\ce {CBrClFI}}} | Broomchloorfluorjoodmethaan |
| {\displaystyle {\ce {CBrClF2}}} | Broomchloordifluormethaan   |
| {\displaystyle {\ce {CBi2O5}}}  | Bismutiet                   |
| {\displaystyle {\ce {CBrF3}}}   | Broomtrifluormethaan        |
| {\displaystyle {\ce {CBrN}}}    | Cyanogeenbromide            |
| {\displaystyle {\ce {CBr3NO2}}} | Tribroomnitromethaan        |
| {\displaystyle {\ce {CBr4}}}    | Tetrabroommethaan           |

## C1H0Ca
| Brutoformule                      | Naam              |
| --------------------------------- | ----------------- |
| {\displaystyle {\ce {CCaN2}}}     | calciumcyaanamide |
| {\displaystyle {\ce {CCaO3}}}     | Calciumcarbonaat  |
| {\displaystyle {\ce {CCa5O11S2}}} | Spurriet          |

## C1H0Cd
| Brutoformule                  | Naam             |
| ----------------------------- | ---------------- |
| {\displaystyle {\ce {CCdO3}}} | Cadmiumcarbonaat |

## C1H0Ce
| Brutoformule                   | Naam            |
| ------------------------------ | --------------- |
| {\displaystyle {\ce {CCeFO3}}} | Bastnäsiet      |
| {\displaystyle {\ce {CCe2O3}}} | Cesiumcarbonaat |

## C1H0Cl
| Brutoformule                    | Naam                             |
| ------------------------------- | -------------------------------- |
| {\displaystyle {\ce {CClFO}}}   | Chloorfluorfosgeen               |
| {\displaystyle {\ce {CClF3}}}   | Chloortrifluormethaan            |
| {\displaystyle {\ce {CClN}}}    | Cyanogeenchloride                |
| {\displaystyle {\ce {CCl2D2}}}  | Gedeutereerd dichloormethaan     |
| {\displaystyle {\ce {CCl2F2}}}  | Dichloordifluormethaan           |
| {\displaystyle {\ce {CCl2O}}}   | Fosgeen                          |
| {\displaystyle {\ce {CCl2S}}}   | Thiofosgeen                      |
| {\displaystyle {\ce {CCl3D}}}   | Gedeutereerd chloroform          |
| {\displaystyle {\ce {CCl3F}}}   | Trichloorfluormethaan            |
| {\displaystyle {\ce {CCl3NO2}}} | Trichloornitromethaan            |
| {\displaystyle {\ce {CCl4}}}    | Tetrachloormethaan               |
| {\displaystyle {\ce {CCl4S}}}   | Trichloormethaansulfenylchloride |

## C1H0Cs
| Brutoformule                   | Naam            |
| ------------------------------ | --------------- |
| {\displaystyle {\ce {CCs2O3}}} | Cesiumcarbonaat |

## C1H0Cu
| Brutoformule                   | Naam                                             |
| ------------------------------ | ------------------------------------------------ |
| {\displaystyle {\ce {CCuN}}}   | Koper(I)cyanide {\displaystyle {\ce {CuCN}}}     |
| {\displaystyle {\ce {CCu2O3}}} | Koper(I)carbonaat {\displaystyle {\ce {Cu2CO3}}} |

## C1H0D
| Brutoformule                 | Naam                  |
| ---------------------------- | --------------------- |
| {\displaystyle {\ce {CD4O}}} | Gedeutereerd methanol |

## C1H0F
| Brutoformule                   | Naam                |
| ------------------------------ | ------------------- |
| {\displaystyle {\ce {CFLaO3}}} | Bastnäsiet          |
| {\displaystyle {\ce {CFN}}}    | Cyanogeenfluoride   |
| {\displaystyle {\ce {CFO3Y}}}  | Bastnäsiet          |
| {\displaystyle {\ce {CF2O}}}   | Carbonylfluoride    |
| {\displaystyle {\ce {CF3I}}}   | Trifluorjoodmethaan |
| {\displaystyle {\ce {CF4}}}    | Tetrafluormethaan   |

## C1H0Fe
| Brutoformule                  | Naam               |
| ----------------------------- | ------------------ |
| {\displaystyle {\ce {CFeO3}}} | IJzer(II)carbonaat |
| {\displaystyle {\ce {CFe3}}}  | Cementiet          |

## C1H0Hf
| Brutoformule                | Naam               |
| --------------------------- | ------------------ |
| {\displaystyle {\ce {CHf}}} | Hafnium(IV)carbide |

## C1H0I
| Brutoformule                | Naam             |
| --------------------------- | ---------------- |
| {\displaystyle {\ce {CIN}}} | Cyanogeenjodide  |
| {\displaystyle {\ce {CI4}}} | Tetrajoodmethaan |

## C1H0K
| Brutoformule                  | Naam              |
| ----------------------------- | ----------------- |
| {\displaystyle {\ce {CKN}}}   | Kaliumcyanide     |
| {\displaystyle {\ce {CKNO}}}  | Kaliumcyanaat     |
| {\displaystyle {\ce {CKNO}}}  | Kaliumfulminaat   |
| {\displaystyle {\ce {CKNS}}}  | Kaliumthiocyanaat |
| {\displaystyle {\ce {CK2O3}}} | Kaliumcarbonaat   |

## C1H0Li
| Brutoformule                   | Naam                |
| ------------------------------ | ------------------- |
| {\displaystyle {\ce {CLi2O2}}} | Lithiumcarboniet    |
| {\displaystyle {\ce {CLi2O3}}} | Lithiumcarbonaat    |
| {\displaystyle {\ce {CLi2O4}}} | Lithiumpercarbonaat |

## C1H0Mg
| Brutoformule                  | Naam               |
| ----------------------------- | ------------------ |
| {\displaystyle {\ce {CMgO3}}} | Magnesiumcarbonaat |
| {\displaystyle {\ce {CMnO3}}} | Mangaancarbonaat   |

## C1H0Mn
| Brutoformule                  | Naam             |
| ----------------------------- | ---------------- |
| {\displaystyle {\ce {CMnO3}}} | Mangaancarbonaat |

## C1H0N
| Brutoformule                  | Naam               |
| ----------------------------- | ------------------ |
| {\displaystyle {\ce {CNNaO}}} | Natriumcyanaat     |
| {\displaystyle {\ce {CNNaS}}} | Natriumthiocyanaat |
| {\displaystyle {\ce {CN4O8}}} | Tetranitromethaan  |

## C1H0Na
| Brutoformule                   | Naam             |
| ------------------------------ | ---------------- |
| {\displaystyle {\ce {CNa2O3}}} | Natriumcarbonaat |

## C1H0Ni
| Brutoformule                  | Naam                |
| ----------------------------- | ------------------- |
| {\displaystyle {\ce {CNiO3}}} | Nikkel(II)carbonaat |

## C1H0O
| Brutoformule                   | Naam               |
| ------------------------------ | ------------------ |
| {\displaystyle {\ce {CO}}}     | Koolstofmonoxide   |
| {\displaystyle {\ce {COS}}}    | Carbonylsulfide    |
| {\displaystyle {\ce {CO2}}}    | Koolstofdioxide    |
| {\displaystyle {\ce {CO3}}}    | Koolstoftrioxide   |
| {\displaystyle {\ce {CO3Pb}}}  | Lood(II)carbonaat  |
| {\displaystyle {\ce {CO3Rb2}}} | Rubidiumcarbonaat  |
| {\displaystyle {\ce {CO3Sr}}}  | Strontiumcarbonaat |
| {\displaystyle {\ce {CO4}}}    | Koolstoftetroxide  |

## C1H0Pd
| Brutoformule                | Naam                  |
| --------------------------- | --------------------- |
| {\displaystyle {\ce {CPd}}} | Palladium op koolstof |

## C1H0Pt
| Brutoformule                | Naam                |
| --------------------------- | ------------------- |
| {\displaystyle {\ce {CPt}}} | Platina op koolstof |

## C1H0S
| Brutoformule                | Naam                 |
| --------------------------- | -------------------- |
| {\displaystyle {\ce {CS2}}} | Koolstofdisulfide    |
| {\displaystyle {\ce {CS4}}} | Koolstoftetrasulfide |

## C1H0Si
| Brutoformule                | Naam            |
| --------------------------- | --------------- |
| {\displaystyle {\ce {CSi}}} | Siliciumcarbide |

## C1H0Th
| Brutoformule                | Naam               |
| --------------------------- | ------------------ |
| {\displaystyle {\ce {CTh}}} | Thorium(IV)carbide |

## C1H0V
| Brutoformule               | Naam            |
| -------------------------- | --------------- |
| {\displaystyle {\ce {CV}}} | Vanadiumcarbide |

## C1H0W
| Brutoformule               | Naam            |
| -------------------------- | --------------- |
| {\displaystyle {\ce {CW}}} | Wolfraamcarbide |

## C1H1
| Brutoformule                          | Naam                          |
| ------------------------------------- | ----------------------------- |
| {\displaystyle {\ce {CHBr3}}}         | Bromoform                     |
| {\displaystyle {\ce {CHBrClF}}}       | Broomchloorfluormethaan       |
| {\displaystyle {\ce {CHBrClF}}}       | Broomchloorfluormethaan       |
| {\displaystyle {\ce {CHBrF2}}}        | Broomdifluormethaan           |
| {\displaystyle {\ce {CHClF2}}}        | Chloordifluormethaan          |
| {\displaystyle {\ce {CHCl3}}}         | Chloroform                    |
| {\displaystyle {\ce {C\,\,^{2}HCl3}}} | Gedeutereerd chloroform       |
| {\displaystyle {\ce {CHCu3O7}}}       | Azuriet                       |
| {\displaystyle {\ce {CHFO2}}}         | Fluormierenzuur               |
| {\displaystyle {\ce {CHF3}}}          | Fluoroform                    |
| {\displaystyle {\ce {CHF3O3S}}}       | Trifluormethaansulfonzuur     |
| {\displaystyle {\ce {CHI3}}}          | Jodoform                      |
| {\displaystyle {\ce {CHKO2}}}         | Kaliumformiaat                |
| {\displaystyle {\ce {CHKO3}}}         | Kaliumwaterstofcarbonaat      |
| {\displaystyle {\ce {CHKO4}}}         | Kaliumwaterstofpercarbonaat   |
| {\displaystyle {\ce {CHN}}}           | Waterstofcyanide              |
| {\displaystyle {\ce {CHNO}}}          | Cyaanzuur                     |
| {\displaystyle {\ce {CHNO}}}          | Isocyaanzuur                  |
| {\displaystyle {\ce {CHNO}}}          | Fulminezuur                   |
| {\displaystyle {\ce {CHNO}}}          | Isofulminezuur                |
| {\displaystyle {\ce {CHNaO2}}}        | Natriumformiaat               |
| {\displaystyle {\ce {CHNaO3}}}        | Natriumwaterstofcarbonaat     |
| {\displaystyle {\ce {CHNS}}}          | Thiocyaanzuur                 |
| {\displaystyle {\ce {CHO3}}}          | Waterstofcarbonaat            |
| {\displaystyle {\ce {CHO4Rb}}}        | Rubidiumwaterstofpercarbonaat |

## C1H2B
| Brutoformule                       | Naam      |
| ---------------------------------- | --------- |
| {\displaystyle {\ce {CH2B11Cl11}}} | Carboraan |

## C1H2Br
| Brutoformule                    | Naam               |
| ------------------------------- | ------------------ |
| {\displaystyle {\ce {CH2BrCl}}} | Broomchloormethaan |
| {\displaystyle {\ce {CH2BrF}}}  | Broomfluormethaan  |
| {\displaystyle {\ce {CH2BrI}}}  | Broomjoodmethaan   |
| {\displaystyle {\ce {CH2Br2}}}  | Dibroommethaan     |

## C1H2Cl
| Brutoformule                   | Naam                         |
| ------------------------------ | ---------------------------- |
| {\displaystyle {\ce {CH2ClF}}} | Chloorfluormethaan           |
| {\displaystyle {\ce {CH2ClI}}} | Chloorjoodmethaan            |
| {\displaystyle {\ce {CH2Cl2}}} | Dichloormethaan              |
| {\displaystyle {\ce {CD2Cl2}}} | Gedeutereerd dichloormethaan |

## C1H2Cu
| Brutoformule                     | Naam      |
| -------------------------------- | --------- |
| {\displaystyle {\ce {CH2Cu2O5}}} | Malachiet |

## C1H2F
| Brutoformule                  | Naam             |
| ----------------------------- | ---------------- |
| {\displaystyle {\ce {CH2FI}}} | Fluorjoodmethaan |
| {\displaystyle {\ce {CH2F2}}} | Difluormethaan   |

## C1H2I
| Brutoformule                  | Naam           |
| ----------------------------- | -------------- |
| {\displaystyle {\ce {CH2I2}}} | Di-joodmethaan |

## C1H2N
| Brutoformule                    | Naam               |
| ------------------------------- | ------------------ |
| {\displaystyle {\ce {CH2N2}}}   | Carbodi-imide      |
| {\displaystyle {\ce {CH2N2}}}   | Cyaanamide         |
| {\displaystyle {\ce {CH2N2}}}   | Diazirine          |
| {\displaystyle {\ce {CH2N2}}}   | Diazomethaan       |
| {\displaystyle {\ce {CH2N2O4}}} | Nitrocarbamidezuur |
| {\displaystyle {\ce {CH2N4}}}   | Tetrazool          |

## C1H2O
| Brutoformule                   | Naam                 |
| ------------------------------ | -------------------- |
| {\displaystyle {\ce {CH2O}}}   | Formaldehyde         |
| {\displaystyle {\ce {CH2O2}}}  | Dioxiraan            |
| {\displaystyle {\ce {CH2O2S}}} | Sulfeen              |
| {\displaystyle {\ce {CH2O2}}}  | Mierenzuur           |
| {\displaystyle {\ce {CH2O3}}}  | Diwaterstofcarbonaat |

## C1H3
| Brutoformule                     | Naam                      |
| -------------------------------- | ------------------------- |
| {\displaystyle {\ce {CH3BNNa}}}  | Natriumcyanoboorhydride   |
| {\displaystyle {\ce {CH3BiCl2}}} | Methylbismutdichloride    |
| {\displaystyle {\ce {CH3Br}}}    | Broommethaan              |
| {\displaystyle {\ce {CH3Cl}}}    | Chloormethaan             |
| {\displaystyle {\ce {CH3ClMg}}}  | Methylmagnesiumchloride   |
| {\displaystyle {\ce {CH3ClOS}}}  | Methaansulfonylchloride   |
| {\displaystyle {\ce {CH3Cl3Si}}} | Methyltrichloorsilaan     |
| {\displaystyle {\ce {CH3Cl3Ti}}} | Methyltitaniumtrichloride |
| {\displaystyle {\ce {CH3F}}}     | Fluormethaan              |
| {\displaystyle {\ce {CH3Hg}}}    | Methylkwik                |
| {\displaystyle {\ce {CH3I}}}     | Joodmethaan               |
| {\displaystyle {\ce {CH3IMg}}}   | Methylmagnesiumjodide     |
| {\displaystyle {\ce {CH3Li}}}    | Methyllithium             |
| {\displaystyle {\ce {CH3NO}}}    | Formamide                 |
| {\displaystyle {\ce {CH3NO2}}}   | Nitromethaan              |
| {\displaystyle {\ce {CH3NO2}}}   | Methylnitriet             |
| {\displaystyle {\ce {CH3NO2}}}   | Carbaminezuur             |
| {\displaystyle {\ce {CH3NaO}}}   | Natriummethoxide          |
| {\displaystyle {\ce {CH3Na2O6}}} | Natriumpercarbonaat       |
| {\displaystyle {\ce {CH3O5P}}}   | Foscarnet                 |

## C1H4
| Brutoformule                     | Naam                  |
| -------------------------------- | --------------------- |
| {\displaystyle {\ce {CH4}}}      | Methaan               |
| {\displaystyle {\ce {CH4Cl2Si}}} | Dichloormethylsilaan  |
| {\displaystyle {\ce {CH4N2O}}}   | Ammoniumcyanaat       |
| {\displaystyle {\ce {CH4N2O}}}   | Ureum                 |
| {\displaystyle {\ce {CH4N2S}}}   | Ammoniumthiocyanaat   |
| {\displaystyle {\ce {CH4N2S}}}   | Thio-ureum            |
| {\displaystyle {\ce {CH4N3O}}}   | Semicarbazide         |
| {\displaystyle {\ce {CH4N2O2}}}  | Hydroxyureum          |
| {\displaystyle {\ce {CH4O}}}     | Methanol              |
| {\displaystyle {\ce {C ^2H4O}}}  | Gedeutereerd methanol |
| {\displaystyle {\ce {CH4O3S}}}   | Methaansulfonzuur     |
| {\displaystyle {\ce {CH4O4}}}    | Orthokoolzuur         |
| {\displaystyle {\ce {CH4S}}}     | Methaanthiol          |

## C1H5
| Brutoformule                    | Naam                                        |
| ------------------------------- | ------------------------------------------- |
| {\displaystyle {\ce {CH5AsO3}}} | Methylarseenzuur ~Ook wel: Methaanarsonzuur |
| {\displaystyle {\ce {CH5Bi}}}   | Monomethylbismutine                         |
| {\displaystyle {\ce {CH5N}}}    | Monomethylamine                             |
| {\displaystyle {\ce {CH5NO3}}}  | Ammoniumwaterstofcarbonaat                  |
| {\displaystyle {\ce {CH5N3}}}   | Guanidine                                   |
| {\displaystyle {\ce {CH5N3O}}}  | Semicarbazide                               |

## C1H6
| Brutoformule                    | Naam                                                           |
| ------------------------------- | -------------------------------------------------------------- |
| {\displaystyle {\ce {CH6N2}}}   | Methylhydrazine                                                |
| {\displaystyle {\ce {CH6N2O3}}} | Ureum-waterstofperoxide {\displaystyle {\ce {O=C(NH2)2.H2O2}}} |
| {\displaystyle {\ce {CH6N2S2}}} | Ammoniumdithiocarbamaat                                        |
| {\displaystyle {\ce {CH6N4O3}}} | Guanidinenitraat                                               |
| {\displaystyle {\ce {CH6O3Si}}} | Methylsilaantriol                                              |

## C1H8
| Brutoformule                    | Naam              |
| ------------------------------- | ----------------- |
| {\displaystyle {\ce {CH8N2O3}}} | Ammoniumcarbonaat |

## C1H9
| Brutoformule                    | Naam                     |
| ------------------------------- | ------------------------ |
| {\displaystyle {\ce {CH9N7O3}}} | Triaminoguanidinenitraat |

## C1H16
| Brutoformule                            | Naam         |
| --------------------------------------- | ------------ |
| {\displaystyle {\ce {CH16Al2Mg6O19}}}   | Hydrotalciet |
| {\displaystyle {\ce {CH16As2CaCu5O21}}} | Tyroliet     |

## C1H20
| Brutoformule                          | Naam      |
| ------------------------------------- | --------- |
| {\displaystyle {\ce {CH20Fe2Mg4O19}}} | Fermagaat |

## C1H24
| Brutoformule                          | Naam         |
| ------------------------------------- | ------------ |
| {\displaystyle {\ce {CH24Al2Mg6O23}}} | Hydrotalciet |